# 赵增连
赵增连（1970年3月—），男，中华人民共和国政治人物，山东寿光人，汉族，博士研究生学历，1992年1月加入中国共产党，2023年2月1日被任命中华人民共和国海关总署副署长、办公厅（国家口岸管理办公室）主任。